# UFC Fight Night: Vettori vs. Dolidze 2
UFC Fight Night: Vettori vs. Dolidze 2 (también conocido como UFC Fight Night 254, UFC Vegas 104 y UFC on ESPN+ 112) fue un evento de artes marciales mixtas producido por Ultimate Fighting Championship que se llevó a cabo el 15 de marzo de 2025 en el UFC Apex en Enterprise, Nevada, parte del Valle de Las Vegas, Estados Unidos.

## Antecedentes
Está previsto que el evento principal sea una revancha de peso mediano entre Marvin Vettori y Roman Dolidze. Ambos se enfrentaron previamente en UFC 286 en marzo de 2023, y Vettori ganó la pelea por decisión unánime.

## Bonificaciones
Los siguientes peleadores recibieron bonificaciones de 50.000 dólares.
- Pelea de la Noche: No se otorga bonificación.
- Actuación de la Noche: Carlos Vera, André Lima, Priscila Cachoeira y Carli Judice